# Unités de mesure anglo-saxonnes
Les unités de mesure anglo-saxonnes sont des unités de mesure originaires d'Angleterre et encore utilisées, dans certains cas, dans divers pays anglo-saxons ou ayant un héritage commun avec le Royaume-Uni.

## Historique de la mesure de la longueur

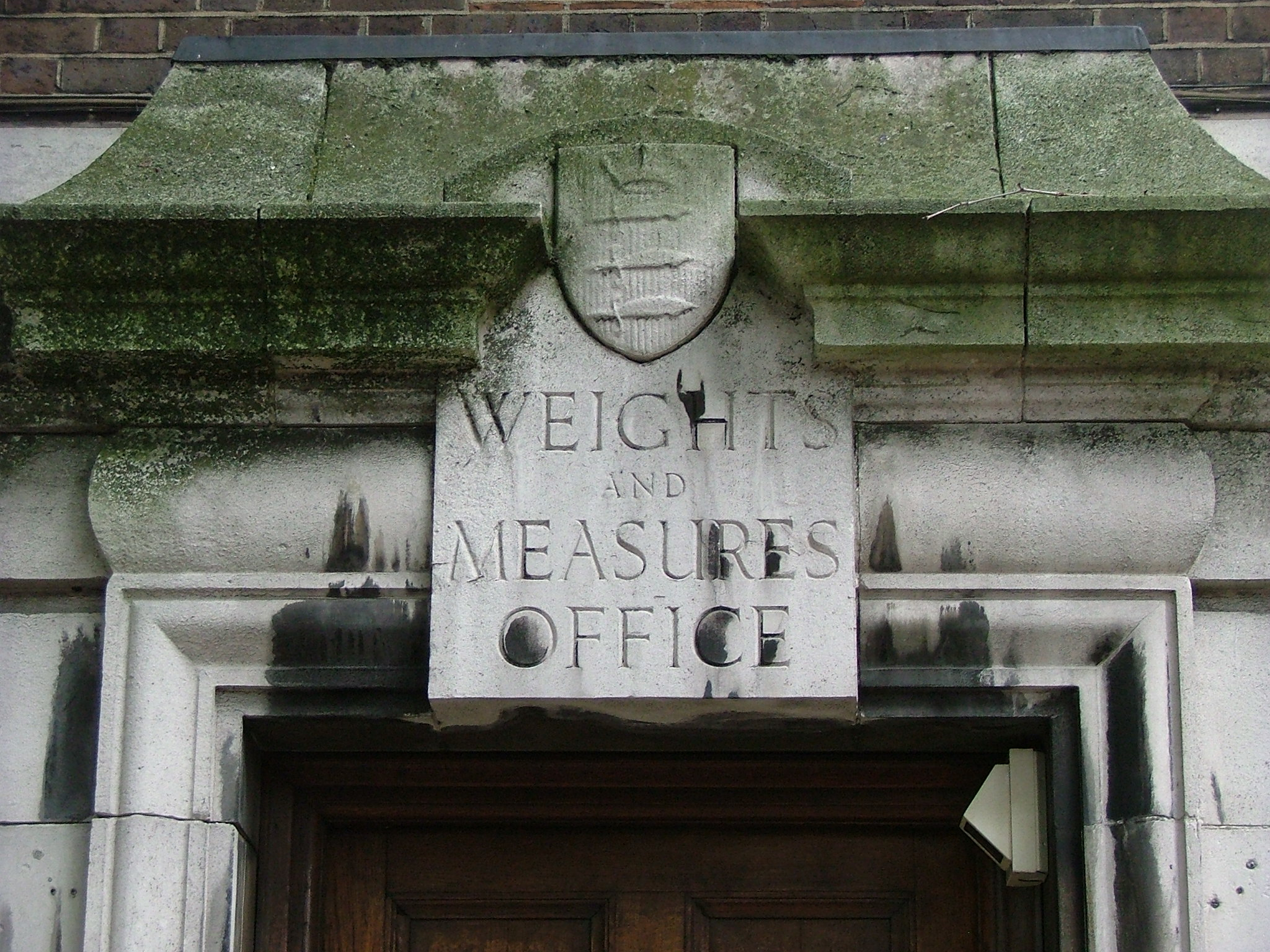
Entrée de l'ancien bureau des poids et mesures dans le Middlesex.

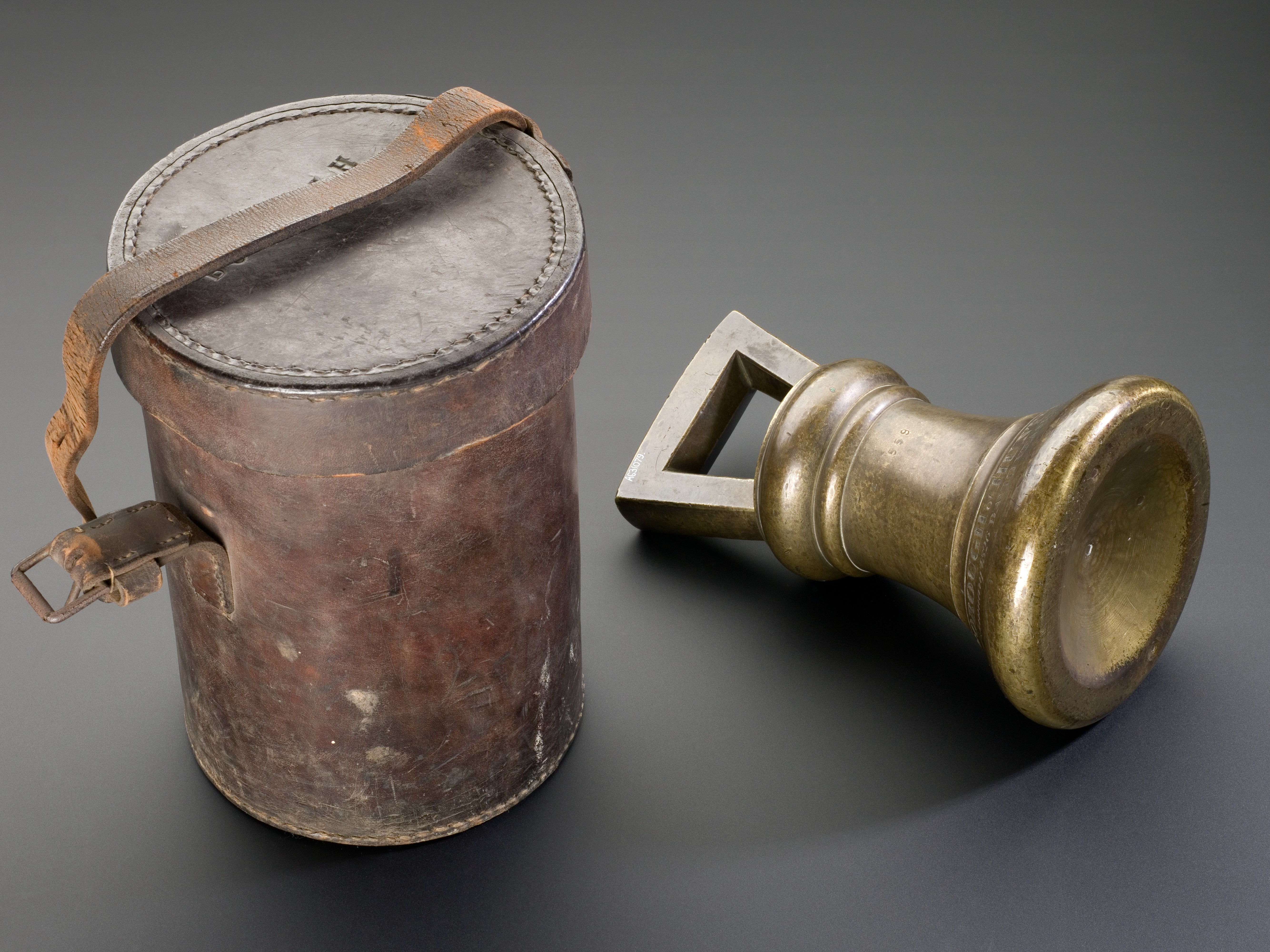
Poids standard en laiton datant de 1826.

Le pied anglais entretient avec le pied romain le ratio 36:35, conséquence de la définition du champ anglais de référence, l'oxgang, qui vaut 15 acres. Si l'on prend comme référence la définition moderne du pied anglais de 304,8 millimètres, le pied romain historique devait mesurer (35 × 304,8 ÷ 36 =) 296⅓ mm. Cette valeur concorde avec les études modernes de la valeur historique dudit pes monetalis[source insuffisante].
Le pied anglais est donc directement dérivé du pied romain[réf. nécessaire]. Néanmoins, ce pied d'environ 30,48 cm n'est attesté en Angleterre qu'après la bataille d'Hastings en 1066. Il fut donc probablement introduit par Guillaume le Conquérant. Le simple ratio de 28:30 entre le pied anglais et le pied français ancien plaide également en faveur de l'hypothèse des intermédiaires normands. Ce système anglais est attesté depuis l'époque d'Henri Ier, fils de Guillaume (le prétendu « yard » du nez au doigt d'Henri est toutefois une légende créée intentionnellement). Il fut confirmé par la Magna Carta en 1215 et plus tard en 1496, 1588 et 1758.
Le « système impérial d’unités » date de 1824. Il était destiné à l’usage de l’ensemble de l’Empire britannique. Ce système a redéfini les valeurs des unités traditionnelles sans en créer de nouvelles (le dernier yard en bronze date de 1845). En 1959, le Royaume-Uni, les États-Unis et le Commonwealth, devant la nécessité d'avoir une définition précise et commune, ont mis en place un compromis d'une verge de 91,44 cm exactement. Aujourd'hui, la plupart des unités anglo-saxonnes sont légalement définies par rapport aux unités SI.
Il est à noter que malgré la diffusion du système métrique et de son adoption par de nombreux pays, les unités anglaises de longueur ont été exceptionnellement bien préservées tout au cours de leur histoire.

### Situation actuelle
Depuis sa création, le système métrique a remplacé le système traditionnel d'unités de mesure dans de nombreux pays. Dans les années 1960, un programme de métrification a été lancé dans la plupart des pays anglophones, ce qui a entraîné un remplacement total ou partiel des anciennes mesures. Comme le résume le National Institute of Standards and Technology, « le système métrique est maintenant le système officiel d'unités au Royaume-Uni, alors que les unités traditionnelles sont encore utilisées de façon dominante aux États-Unis ».
En pratique, la situation peut être plus complexe que cette présentation résumée. Aux États-Unis, par exemple, le système métrique est le système de mesure prédominant dans certains domaines tels que la fabrication d'automobiles, même si les unités traditionnelles restent utilisées dans la fabrication d'aéronefs et les affichages mixtes (mesures de type anglo-saxonne et mesures métriques) sont fréquents.
Au Royaume-Uni, les unités métriques sont nécessaires pour presque tous les domaines réglementés qui sont prévus par le règlement des unités de mesure de 2009, soit « l'économie, la santé, la sécurité ou l'administration ». L'usage du système métrique ne souffre d'exceptions que dans quelques domaines comme la signalisation routière et les mesures de vitesse ou la bière sous pression.
Dans les anciennes colonies britanniques, la métrification est très avancée mais certaines utilisations des mesures traditionnelles subsistent, en particulier au Canada anglais, entre autres du fait de l'influence des États-Unis.
Depuis juin 2013[réf. nécessaire], les systèmes de mesure impériaux et américains sont reliés au système métrique par un système de conversion officiel défini par le Système international d'unités.

## Longueur

### Unités principales
| Nom anglais        | Nom français  | Équivalence en pieds | Autres équivalences | Équivalence (SI) |
| ------------------ | ------------- | -------------------- | ------------------- | ---------------- |
| Line               | Ligne         | 1/144                | 1/12 pouce          | 0.211 6 cm       |
| Inch               | Pouce         | 1/12                 |                     | 2,54 cm          |
| Link               | Chaînon       | 66/100               | 1/100 chaîne        | 20,116 8 cm      |
| Foot               | Pied          | 1                    | 12 pouces           | 30,48 cm         |
| Yard               | Verge ou yard | 3                    |                     | 91,44 cm         |
| Rod, pole ou perch | Perche        | 16½                  | 5½ verges           | 5,029 2 m        |
| Chain              | Chaîne        | 66                   | 4 perches           | 20,116 8 m       |
| Furlong            | furlong       | 660                  | 10 chaînes          | 201,168 m        |
| Mile               | Mille ou mile | 5 280                | 8 furlongs          | 1,609 344 km     |
| League             | Lieue         | 15 840               | 3 miles             | 4,828 032 km     |

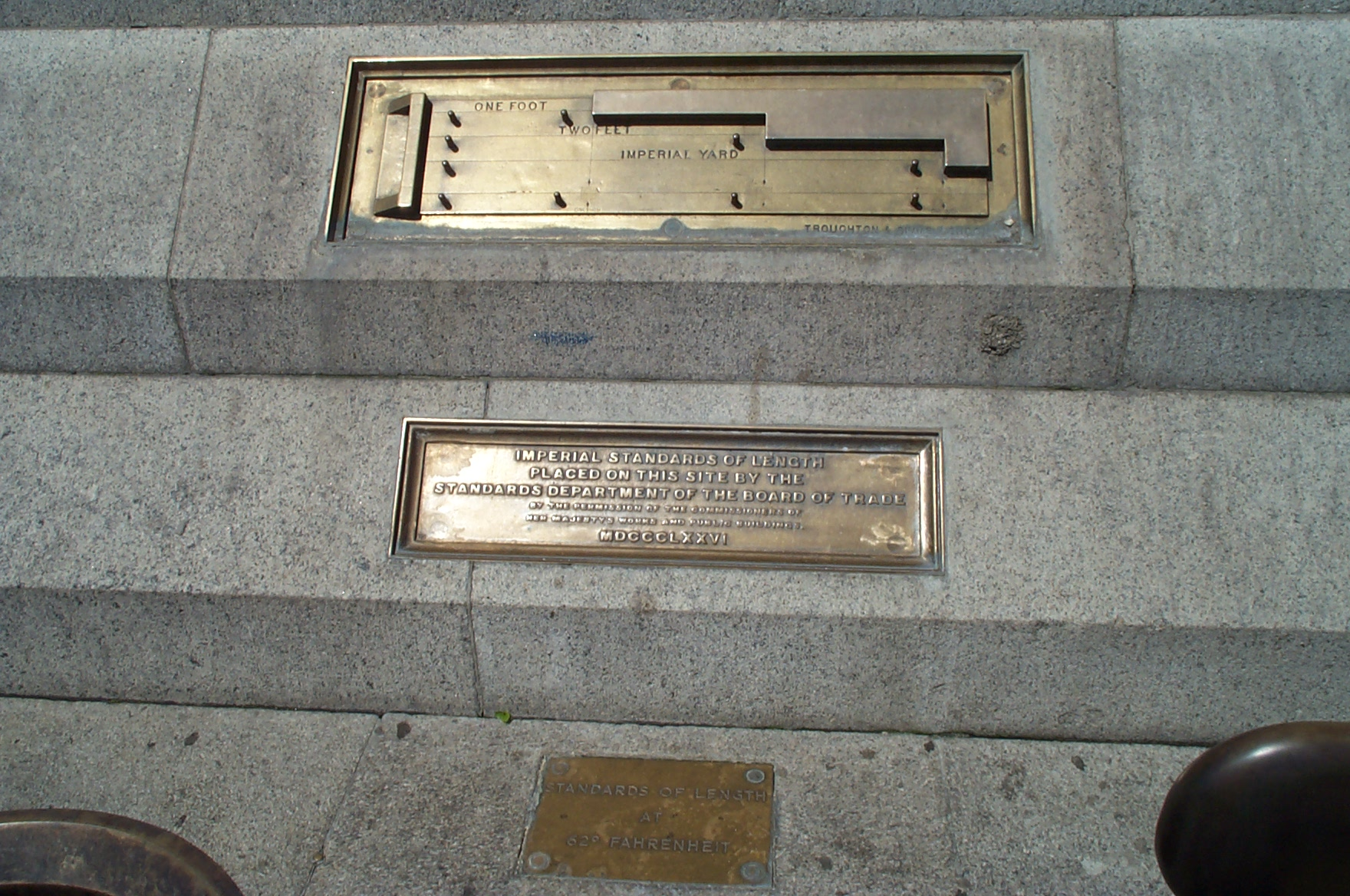
Étalon de longueur à Trafalgar Square (Londres).

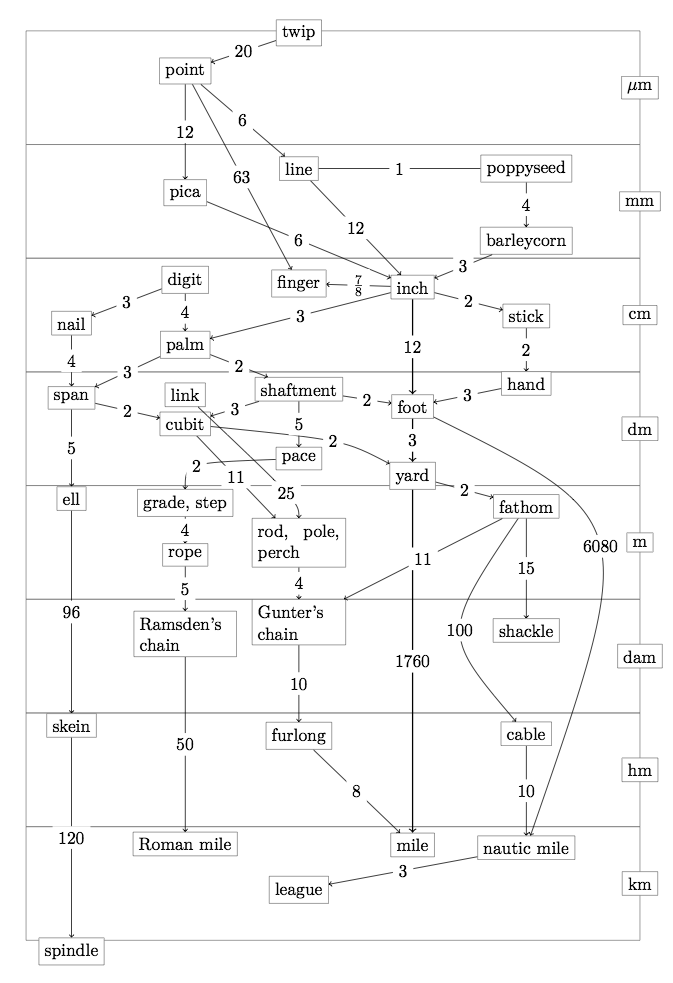
Représentation des rapports entre unités de longueur anglo-saxonnes.

Le pouce (inch), le pied (foot) et le mile (statute mile) sont des unités de longueur d'usage courant.
La verge (yard) est l'étalon métrologique officiel.
La perche (rod) est l'unité principale des arpenteurs, ses multiple et sous-multiple sont la chaîne et le chaînon.
Le mille marin (nautical mile) international est de 1 852 mètres exactement depuis 1970. Il correspond à une minute d'arc et devrait ainsi mesurer quelque 1 852,2 mètres, mais a été arrondi à 1 852 m.
Le mille marin anglais historique était défini comme étant égal à 6 080 pieds impériaux, soit environ 1 853,18 mètres.

### Unités spécifiques
Le tableau suivant présente plusieurs unités anciennes ou propres à certaines professions, et de ce fait rarement utilisées (exceptions : le point typographique anglais (pica), omniprésent dans l'informatique, et le fathom marin, c'est-à-dire la brasse).
| Nom anglais  | Nom français   | Équivalence en pouces | Équivalence en millimètres |
| ------------ | -------------- | --------------------- | -------------------------- |
| Poppyseed.   | Grain de pavot | 1/288                 | 0,088194                   |
| Point        | Point          | 1/144                 | 0,176388                   |
| Pica point   | Point pica     | 1/72                  | 0,352777                   |
| Pica         | Pica           | 1/6                   | 4,233333                   |
| Barleycorn   | Grain d'orge   | 1/3                   | 8,466666                   |
| Digit        | Doigt          | 3/4                   | 19,050000                  |
| Finger       | Grand doigt    | 7/8                   | 22,225000                  |
| Inch         | Pouce          | 1                     | 25,400000                  |
| Nail         | Clou           | 9/4                   | 57,150000                  |
| Palm         | Paume          | 3                     | 76,200000                  |
| Hand         | Main           | 4                     | 101,600000                 |
| Shaftment    | Petit empan    | 6                     | 152,400000                 |
| Natural span | Empan naturel  | 8                     | 203,200000                 |
| Span         | Grand empan    | 9                     | 228,600000                 |
| Ell          | Coudée         | 45                    | 1 143,000 000              |
| Fathom       | Brasse         | 72                    | 1 828,800 000              |

Il existe aussi quelques unités de l’industrie du tissage, variant parfois suivant la nature des fils utilisés. Néanmoins, 1 spyndle est égal à 4 hanks standards ou 48 cuts, soit 14 400 yards.

## Poids
Le last était une mesure de volume ou de poids principalement en usage dans le nord de l'Europe, pour l'affrètement des navires. Un last représentait environ 2 000 kg.
Par exemple, en 1786, le port de Dieppe a péché 8 742 last de harengs, soit environ 17 500 tonnes.

## Superficie

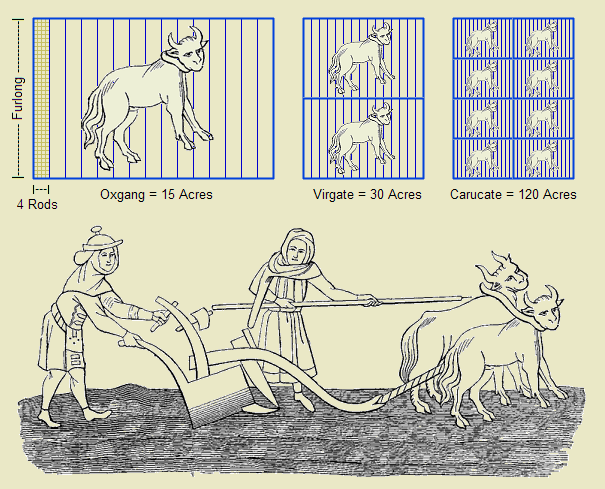

| Nom anglais  | Nom français  | Équivalence en perches carrées | Équivalence (SI) |
| ------------ | ------------- | ------------------------------ | ---------------- |
| Square foot  | Pied carré    | 4/1089                         | 929,030 4 cm2    |
| Square yard  | Verge carrée  | 4/121                          | 0,836 1 m2       |
| Square perch | Perche carrée | 1                              | 25,292 9 m2      |
| Rood         | Vergée        | 40                             | 10,1171 dam2     |
| Acre         | Acre          | 160                            | 40,4686 dam2     |
| Oxgang       | oxgang        | 2 400                          | 6,0703 hm2       |
| Virgate      | Grand-vergée  | 4 800                          | 12,1406 hm2      |
| Carucate     | Charruée      | 19 200                         | 48,5623 hm2      |
| Square mile  | Mile carré    | 102 400                        | 2,590 0 km2      |

## Volume

### Les volumes du quotidien

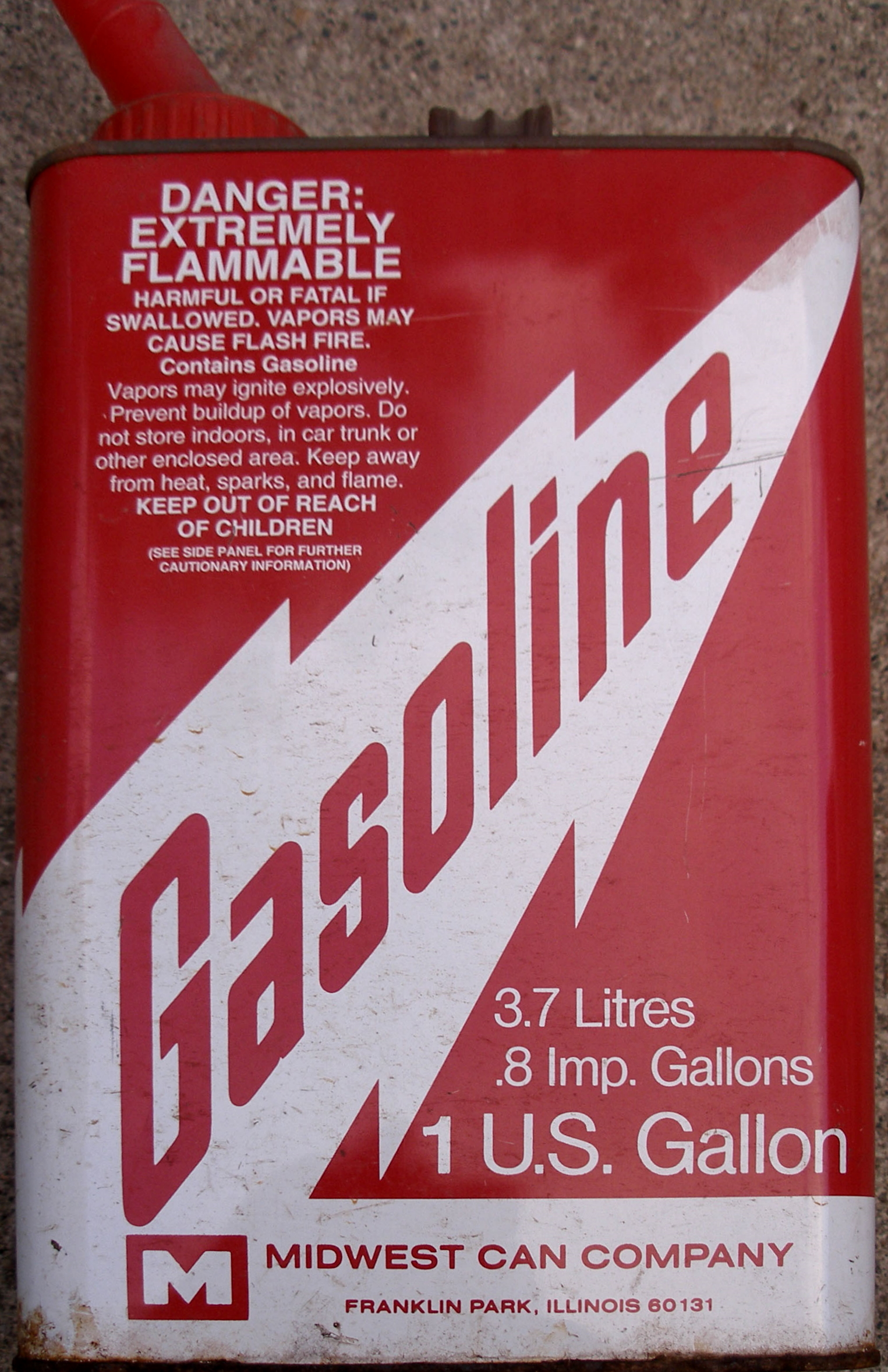
Bidon portant trois mentions d'un même volume (1 gallon US ; 0,8 gallon impérial ; 3,7 litres).

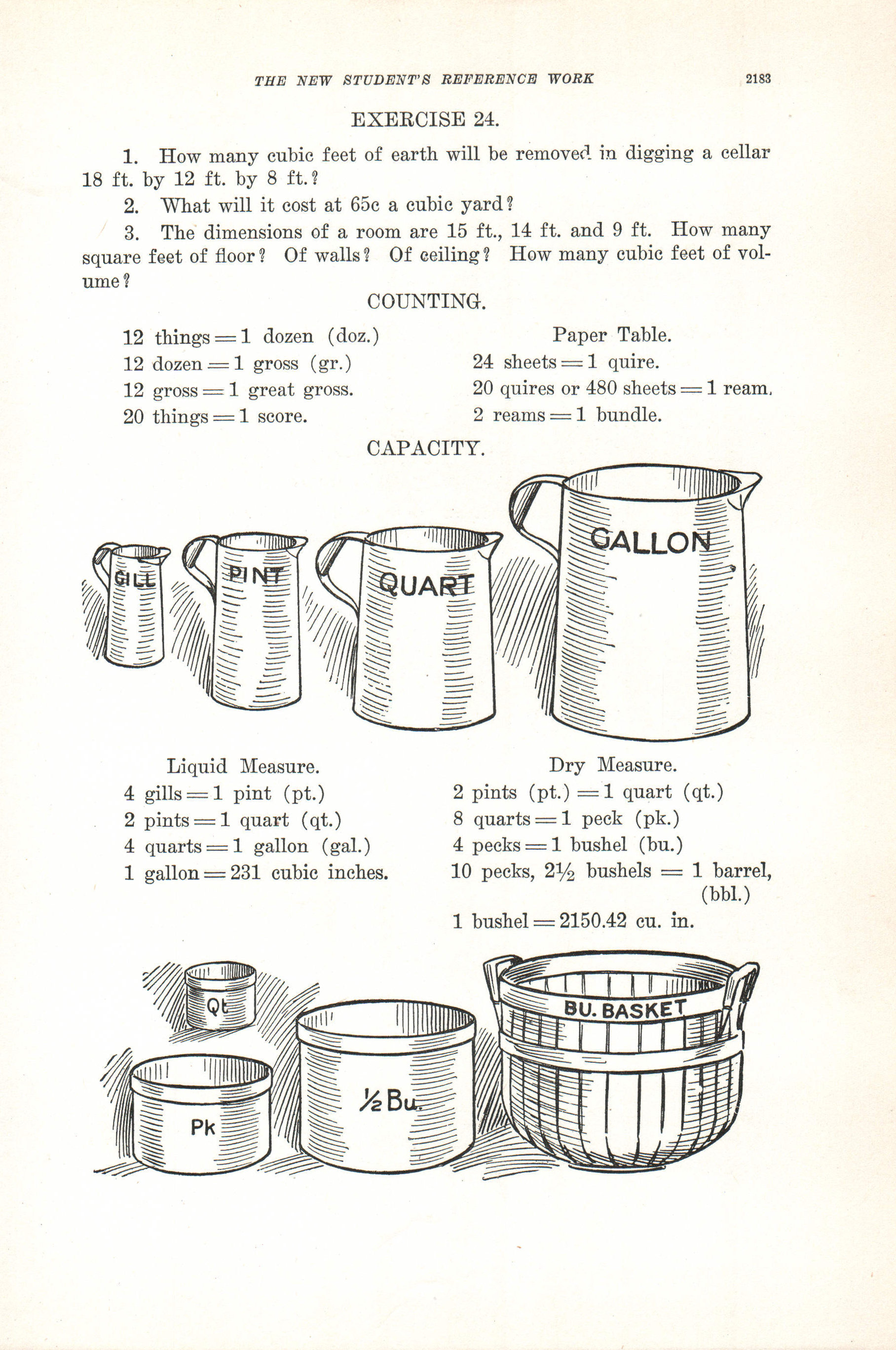
Page d'exercice de The New Student's Reference Work : conversion de volumes.

Les termes anglais doivent être traduits avec prudence, car ceux-ci peuvent correspondre aux unités impériales (anglaises) ou aux unités utilisées aux États-Unis, qui désignent des quantités inférieures (environ 80 % de la valeur anglaise pour le gallon). De plus, au Canada, où les unités impériales font encore partie de la vie courante, l'usage varie encore : par exemple, les anglophones parleront d'un quart pour désigner ce que les francophones appellent une pinte, l'anglais pint se traduit par chopine, et le demiard vaut une moitié de chopine.
Les Américains ont défini leurs unités dans des conditions identiques à celles utilisées pour le litre (température, pureté d'eau, , etc.), mais pas les Anglais. Officiellement et légalement, le gallon anglais équivaut donc à 4,546 090 litres, soit exactement 3,595 859 2 ml supplémentaires (c.-à-d. : plus 0,079 %). Le tableau suivant retient la valeur scientifique obtenue avec de l'eau pure à 3,984 °C.
- Le gallon liquide américain est défini comme égal au contenu de 231,0 pouces cubes, donc 3,785 411 784 litres exactement.
- Le gallon sec américain est défini comme égal au contenu de 268,8 pouces cubes, donc 4,404 842 803 2 litres exactement. Certaines sources prétendent que le gallon sec doit être un récipient d'un diamètre de 9,25 pouces et d'une hauteur de 8 pouces exactement, donc 9,25 x 9,25 x pi, soit environ 268,802 521 4 pouces cubes, soit à peu près 0,000 938 % en plus. Néanmoins, cette définition n'a pas de base légale. ---> ERREUR DE CALCUL du volume (soit hauteur = 4 pouces, ou diamètre différent)
- Le gallon anglais sec et liquide devrait être égal à 277,42 pouces cubes, donc exactement 4,542 494 140 8 litres.

| Nom français               | Équivalence en gallon liquide US | Équivalence relative en gallons | Équivalence en pouces cubes | Équivalence en litres |
| -------------------------- | -------------------------------- | ------------------------------- | --------------------------- | --------------------- |
| 1 gille liquide (US)       | 1/32                             | 1/32                            | 7,21875                     | 0,1183                |
| 1 gille (UK)               | 3/80                             | 1/32                            | 8,66250                     | 0,1420                |
| 1 pinte liquide (US)       | 1/8                              | 1/8                             | 28,87500                    | 0,4732                |
| 1 pinte sèche (US)         | 8/55                             | 1/8                             | 33,60000                    | 0,5506                |
| 1 pinte (UK)               | 3/20                             | 1/8                             | 34,65000                    | 0,5678                |
| 1 quart liquide (US)       | 1/4                              | 1/4                             | 57,75000                    | 0,9464                |
| 1 quart sec (US)           | 16/55                            | 1/4                             | 67,20000                    | 1,1012                |
| 1 quart (UK)               | 3/10                             | 1/4                             | 69,30000                    | 1,1356                |
| 1 gallon liquide (US)      | 1                                | 1                               | 231,00000                   | 3,7854                |
| 1 US gallon sec (US)       | 64/55                            | 1                               | 268,80000                   | 4,4048                |
| 1 gallon (UK)              | 6/5                              | 1                               | 277,42000                   | 4,5425                |
| 1 Peck (US)                | 128/55                           | 2                               | 537,60000                   | 8,8097                |
| 1 pelletée (UK)            | 12/5                             | 2                               | 554,40000                   | 9,0850                |
| 1 boisseau (US)            | 512/55                           | 8                               | 2 150,40000                 | 35,2389               |
| 1 boisseau (UK)            | 48/5                             | 8                               | 2 117,60000                 | 36,3340               |
| 1 barrique (ou baril) (US) | 63/2                             | 31,5 (US)                       | 7 276,50000                 | 119,2405              |
| 1 barrique de pétrole (US) | 42/1                             | 42,0 (US)                       | 9 702,00000                 | 158,9843              |
| 1 barrique (UK)            | 216/5                            | 36,0 (UK)                       | 9 979,20000                 | 163,5298              |

### Les volumes d'apothicaires
| Nom français          | Équivalence en minime (UK) | Équivalence relative en drachmes | Équivalence en pouces cubes | Équivalence en millilitres |
| --------------------- | -------------------------- | -------------------------------- | --------------------------- | -------------------------- |
| 1 minim (UK)          | 1                          | 1/60                             | 231/64000                   | 0,059                      |
| 1 minim (US)          | 25/24                      | 1/60                             | 231/61440                   | 0,062                      |
| 1 drachme fluide (UK) | 60                         | 1                                | 693/3200                    | 3,549                      |
| 1 drachme fluide (US) | 62½                        | 1                                | 693/3072                    | 3,697                      |
| 1 once fluide (UK)    | 480                        | 8                                | 693/400                     | 28,391                     |
| 1 once fluide (US)    | 500                        | 8                                | 693/384                     | 29,574                     |
| 1 pinte liquide (US)  | 8000                       | 128                              | 693/24                      | 473,176                    |
| 1 pinte (UK)          | 9600                       | 160                              | 693/20                      | 576,812                    |

Note : le drachme serait aussi appelé « dram ».

### Autres volumes
- Le pied planche pour le bois non découpé.
- La corde (unité) pour le bois de chauffage empilé.

## Masse

Représentation des rapports entre unités de masse anglo-saxonnes.

- Masse : l’once avoirdupois, la livre avoirdupois (pound), la short ton (ou tonne courte), la long ton, la stone (st).

## Température
- Le degré Fahrenheit
- L'échelle Rankine

## Énergie
- La British thermal unit (BTU)